# Santa Cruz (Guriezo)
Santa Cruz es una localidad española del municipio de Guriezo, perteneciente a la comunidad autónoma de Cantabria.

## Geografía
La localidad se encuentra a 110 m s. n. m. y a 3,8 kilómetros de la capital municipal, El Puente.

## Demografía
En 2023, la entidad singular de población de Santa Cruz tenía empadronados 9 habitantes, todos ellos en diseminado.